# Igor Sampaio
João Luís Duarte Ferreira (Ponta Delgada, 29 de dezembro de 1944 – Lisboa, Arroios, 3 de setembro de 2021), mais conhecido por Igor Sampaio, foi um ator português.
Antes de se tornar ator, trabalhou alguns anos como assistente de cenografia no Teatro Monumental, sob a direção de Pinto de Campos.
Pertenceu ao Grupo de Bailados "Verde Gaio".
Frequentou o curso de atores do Conservatório Nacional.
Fez teatro de revista no Teatro Maria Vitória.
Fez parte do elenco fixo do Teatro Nacional D. Maria II.
Além do teatro e da televisão, foi pintor.
No final da carreira, trabalhou regularmente como ator na Comuna - Teatro de Pesquisa (Teatro da Comuna, em Lisboa).
Morreu a 3 de setembro de 2021, no Hospital de São José em Lisboa, na sequência de um acidente vascular cerebral.

## Televisão
- Espelho d'Água 2018 SIC
- Santa Bárbara 2015  TVI
- Mulheres (2014) TVI
- I Love It (2013) - Simão TVI
- Dancin' Days (2012/2013) - Alberto Galvão  SIC
- A Família Mata (2011) SIC
- Laços de Sangue (2010)  SIC
- Voo Directo (2010) - António RTP
- Velhos Amigos (2010) - Francisco RTP
- Perfeito Coração (2009) - Padre SIC
- Casos da Vida (2008) - Alberto TVI
- Pai à Força (2008) - Diretor da Escola RTP
- Equador (2008) - Fonseca  TVI
- Fascínios (2008) - Médico TVI
- Deixa-me Amar (2008) - António Seabra  TVI
- Morangos Com Açúcar IV (2007) - Arnaldo TVI
- Tu e Eu (2006/2007) - Marcelino Maia TVI
- A Minha Família (2006) RTP
- Mundo Meu (2005/2006) - Jerónimo TVI
- A Ferreirinha (2004) - Presidente da Câmara RTP
- O Jogo (2003) - Inspetor SIC
- Tudo Por Amor (2002) - Zé Maria TVI
- Bons Vizinhos (2002) TVI
- Lusitana Paixão (2002) - Médico RTP
- Super Pai (2002) TVI
- Nunca Digas Adeus (2001) - Mário TVI
- O Processo dos Távoras (2001)  RTP
- Clube dos Campeões (1999)  SIC
- Mãos à Obra (1999) Visconde RTP
- Todo o Tempo do Mundo (1999) TVI
- Esquadra de Polícia (1998)
- Os Lobos (1998) RTP
- Médico de Família (1997)
- Ballet Rose (1999
- Vidas de Sal (1996) Tristão RTP
- Polícias
- Tudo ao Molho e Fé em Deus (1995)
- A Mulher do Senhor Ministro (1995)
- Desencontros (1995)
- A Banqueira do Povo (1993)
- Mau Tempo no Canal (1992)
- André Topa Tudo
- Quem Manda Sou Eu
- Cama, Mesa e Roupa Lavada  (1990)
- A Viúva Contente 1989
- O Espelho dos Acácios (1979)
- A Feira (1977)

## Teatro (como ator)
- 1969 - Mistério de Natal - Teatro da Estufa Fria (ainda como João Luís Duarte)
- 1970 - Retábulo da Avareza, Luxúria e da Morte - Casa da Comédia[6]
- 1971 - Batôn - Teatro da Estufa Fria [7]
- 1974 - Até Parece Mentira! - Teatro Maria Vitória[3]
- 1975 - Força, Força Camadara Zé! - Teatro Maria Vitória
- 1976 - O Bombo da Festa - Teatro Maria Vitória[8]
- 1977 - Alto e Para o Baile! - Teatro Maria Vitória[9]
- 1978 - E Tudo São Bento Levou - Teatro Maria Vitória[10]
- 1979 - Rei, Capitão, Soldado, Ladrão - Teatro Maria Vitória[11]
- 1981 - O Judeu - Teatro Nacional D. Maria II[12]
- 1982 - A Sobrinha do Marquês - Teatro Nacional D. Maria II[13]
- 1983 - Super Silva - Teatro Villaret[14]
- 1987 - Guerras de Alecrim e Manjerona - Teatro Nacional D. Maria II[15]
- 1988 - Zaca-Zaca - Teatro Nacional D. Maria II[16]
- 1994 - As Fúrias - Teatro Nacional D. Maria II[17]
- 1995 - Ricardo II - Teatro Nacional D. Maria II[18]
- 2000 - A Real Caçada ao Sol - Teatro Nacional D. Maria II[19]
- 2007 - A Desobediência - Teatro da Trindade[20]
- 2009 - Os Maias no Trindade - Teatro da Trindade[21]
- 2013 - Sol ida mente Juntos - Teatro Rápido[22]
- 2014 - O Aldrabão - Teatro Nacional D. Maria II[23]
- 2015 - Play Strindberg -Teatro da Comuna[24]
- 2017 - Crise no Parque Eduardo VII - Teatro da Comuna[25]
- 2018 - Os Apontamentos de Trigorin - Teatro da Comuna[26]
- 2020 - As Artimanhas de Scapin - Teatro da Comuna[27][28]